# Franciszek Habdas

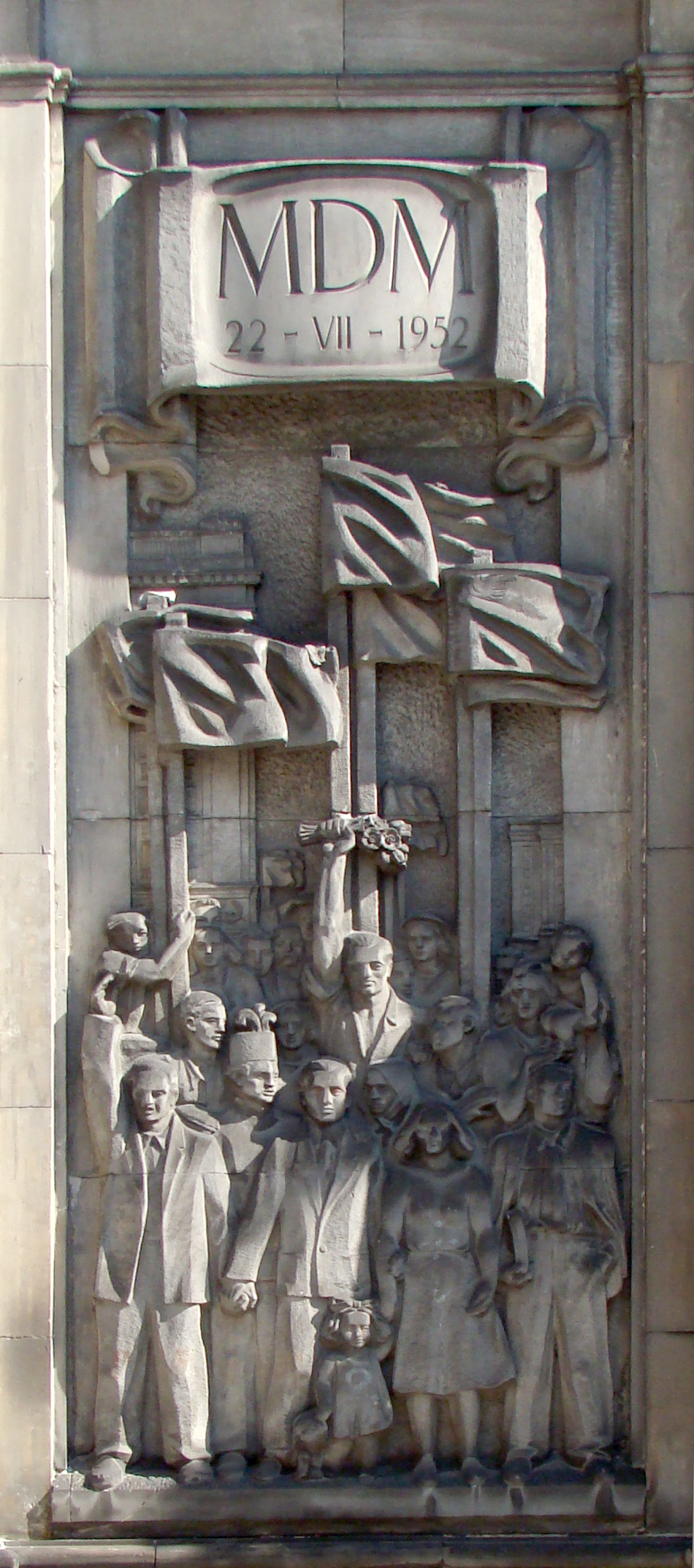
"Otwarcie MDM"

Franciszek Habdas (ur. 29 lipca 1906 w Żywcu, zm. 12 sierpnia 1977 w Warszawie) – architekt, rzeźbiarz, medalier.

## Życiorys
Syn Wojciecha. W latach 1931–1934 studiował na ASP w Warszawie (w pracowni prof. Tadeusza Breyera), 1934–1935 studiował na ASP w Krakowie, 1935–1936 studiował w Akademii Sztuki w Zagrzebiu. Dyplom uzyskał w 1936 r.
Rzeźby:
- „Otwarcie MDM” (1952) - najbardziej znana płaskorzeźba Habdasa - upamiętnia otwarcie najważniejszej socrealistycznej inwestycji mieszkaniowej. Znajduje się na ścianie budynku przy pl. Konstytucji 3 (od strony ul. Waryńskiego) w Warszawie. Dzieło przedstawia grupę dorosłych z dziećmi, jakby ustawionych do zdjęcia. Bohdan Urbanowicz surowo ocenia rzeźby MDM (Marszałkowskiej Dzielnicy Mieszkaniowej), ale płaskorzeźba Habdasa została przez niego uznana za najpoważniejsze rozwiązanie rzeźbiarskie MDM, docenia czytelność tematu, kompozycję i plan.

- „Dziewczyna z gołębiem” (1957) - wykonana z piaskowca, w socrealistycznym stylu, znajduje się w Parku im. Edwarda Rydza-Śmigłego (przy PKP Powiśle).

Medale:
- Kopernikańska Sesja Naukowa Polskiej Akademii Nauk w 480. Rocznicę Urodzin, tombak patynowany, 1953, APAN, ZM, 255.

Pochowany na cmentarzu ewangelicko-augsburskim przy ulicy Młynarskiej (aleja 10, grób 25).

## Ordery i odznaczenia
- Złoty Krzyż Zasługi (11 lipca 1955)[6]
- Medal 10-lecia Polski Ludowej (19 stycznia 1955)[7]